# کردهای آلمان
کردهای آلمان (کردی:کوردانی ئەڵمانیا) (آلمانی:Kurden im deutschsprachigen Raum) به منظور کردهای مهاجرت کرده یا متولد کشور آلمان می‌باشد.
تعداد زیادی کرد ساکن آلمان می‌باشند که جمعیت آن‌ها بین یک میلیون تا چهار میلیون نفر است. جامعه کردهای آلمان بزرگ‌ترین جامعه مهاجر کردهاست. به علاوه جامعه کردها به علت آوارگی کردها بر اثر جنگ در سوریه و عراق در حال افزایش است.

## تاریخچه
اولین گروه از کارگران کرد در نیمه دوم دههٔ ۱۹۶۰ میلادی از ترکیه به آلمان آمدند. در سال‌های بعد پناهندگان سیاسی از ترکیه و ایران و عراق به این جمع اضافه شدند. کردهای سوریه نیز پس از جنگ داخلی سوریه به آلمان مهاجرت کردند.

## سخن مسئولین آلمانی
آنگلا مرکل صدر اعظم آلمان، طی صحبت‌هایی تامل‌برانگیز، ضمن حمایت از ورود آوارگان به کشورش اعلام کرد: روزی به فرزندانمان خواهیم گفت، آوارگان مسلمان، به کشور ما پناه آوردند، درحالی که کشورهای مسلمان به آنها نزدیک تر بودند.
این سخنرانی مرکل بازتاب گسترده‌ای در رسانه‌های جهان، به خصوص کشورهای مسلمان داشته‌است.

## افراد مشهور
از مشهورترین کردهای ساکن آلمان می‌توان از این چهره‌ها یاد کرد:
- مسعوت اوزیل: بازیکن تیم ملی آلمان<ref name="کردپرس">[http://kurdpress.com/Fa/NSite/FullStory/News/?Id=108542 خبرگزاری کُردپرس،
- آزاد آزادپور: رپر هیپ هاپ
- فلکناس اوجا: نماینده حزب چپ آلمان در پارلمان اروپا
- حسین کنان آیدین: سیاستمدار عضو حزب چپ آلمان